# Parcere subiectis et debellare superbos

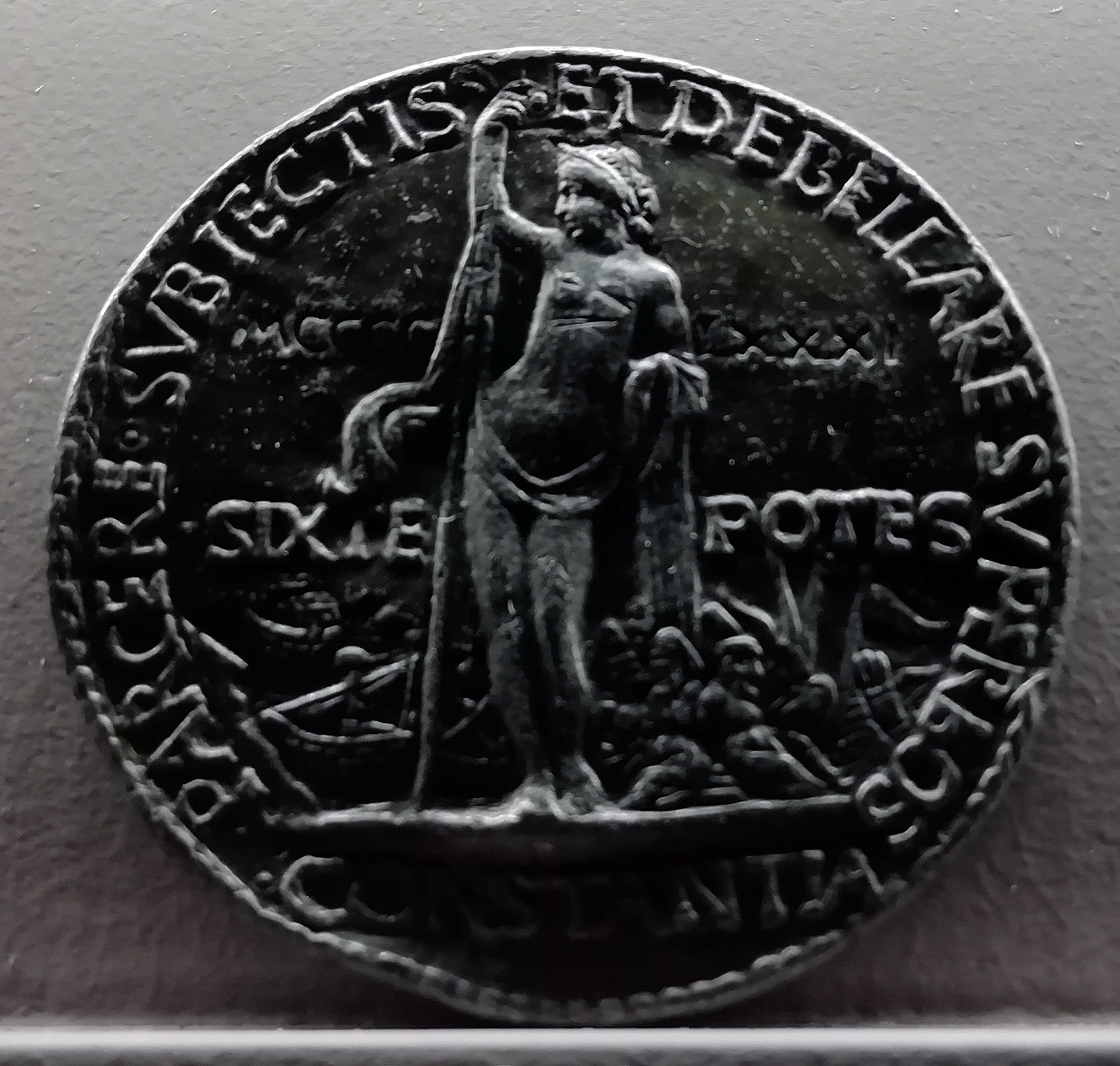
La locuzione su una medaglia conservata nel Gabinetto di numismatica del Museo di San Domenico di Imola.

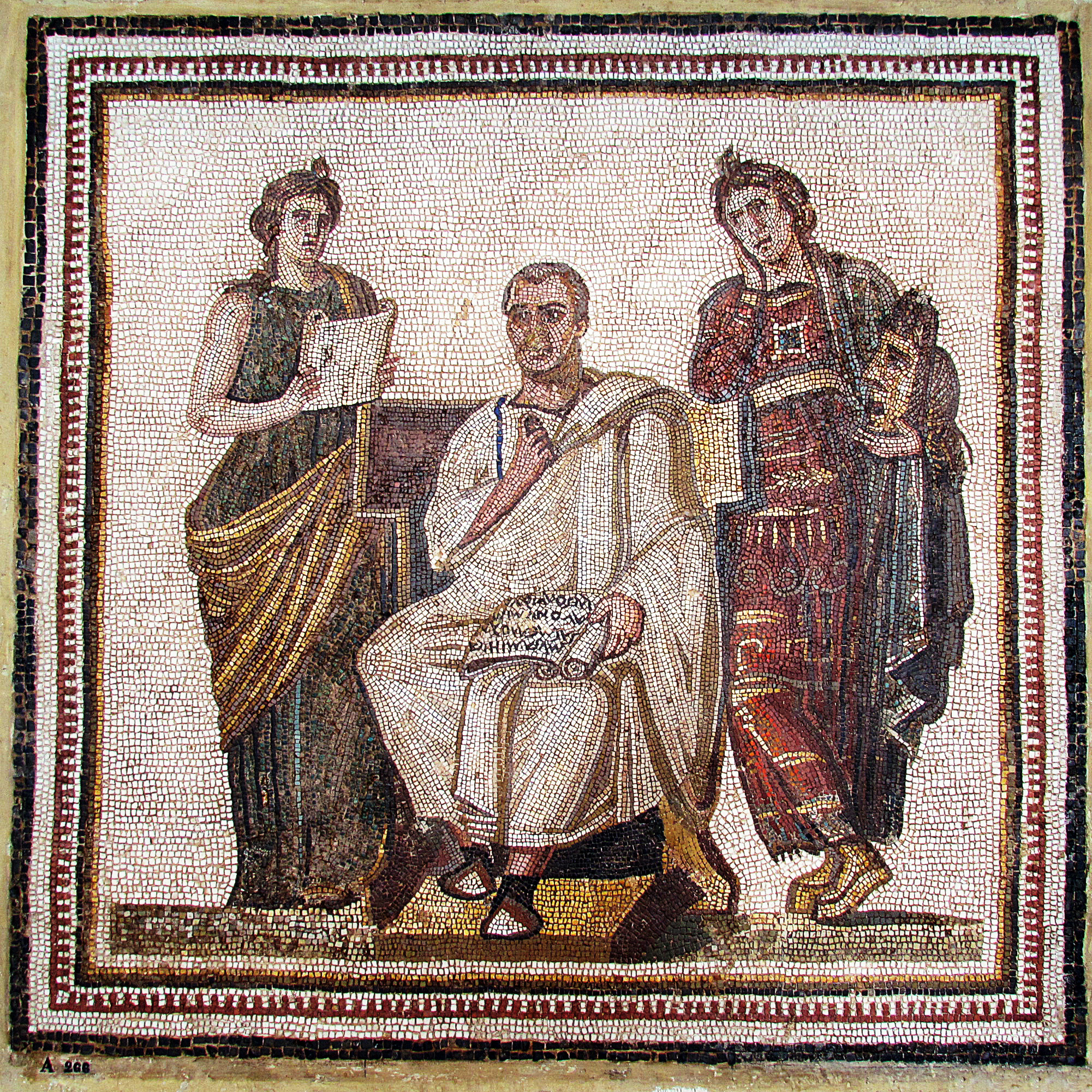
Virgilio con lEneide tra Clio e Melpomene (Museo nazionale del Bardo, Tunisi).

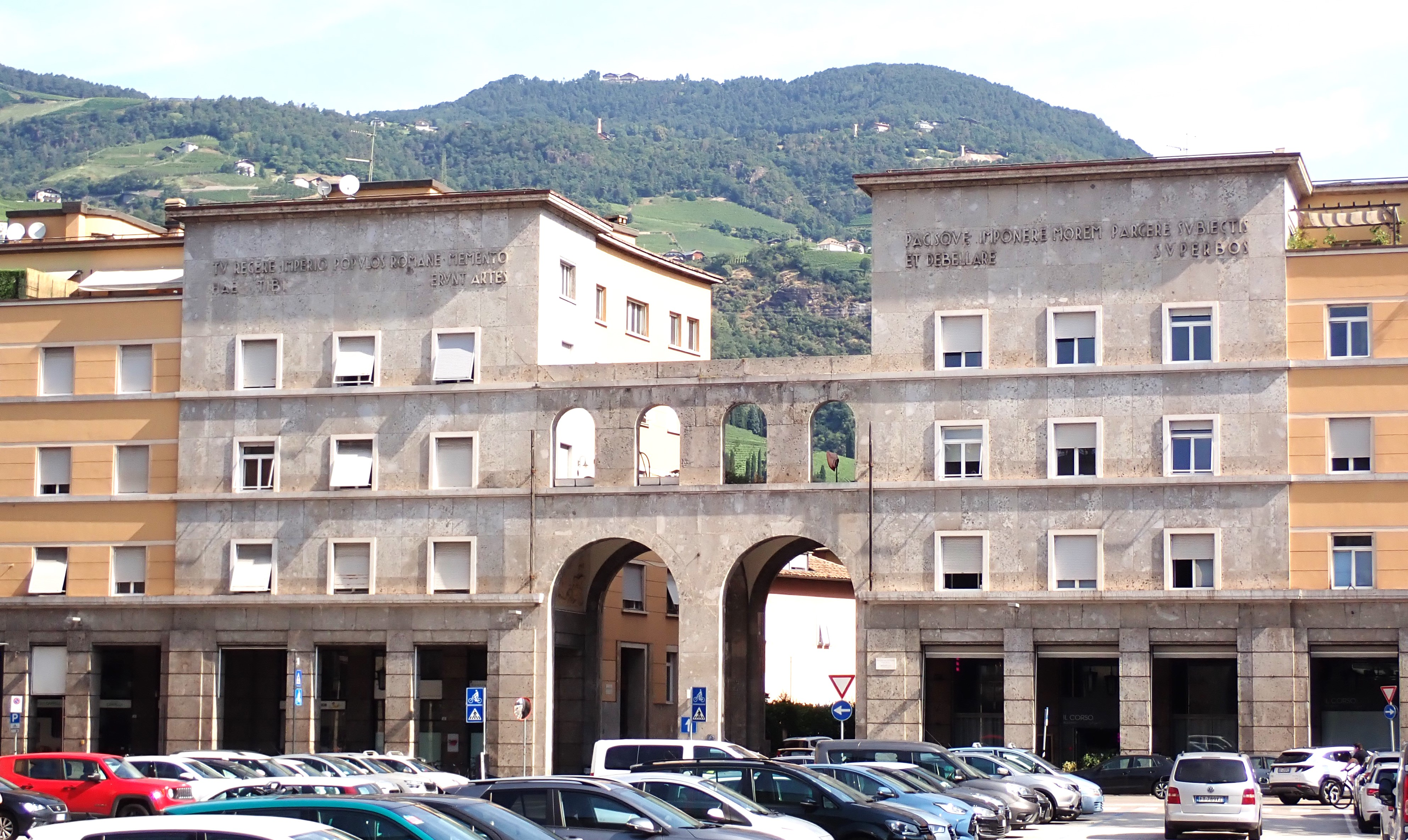
La locuzione su un edificio in piazza della Vittoria a Bolzano.

Parcere subiectis et debellare superbos è una locuzione latina che tradotta letteralmente significa risparmiare i sottomessi e abbattere i superbi (Virgilio, Eneide, VI, 853).

## Contesto
La frase è posta al termine del lungo discorso iniziato al verso 756 con cui l'anima di Anchise indica al figlio Enea il destino delle anime che si assiepano sulle rive del fiume Lete.
Secondo una poetica rielaborazione della teoria della metempsicosi di ascendenza pitagorica, Virgilio immagina che negli inferi le anime nei campi elisi possano trasmigrare nelle stirpi di futuri eroi destinati a fondare città e a ingrandire il potere di Roma.
Tale espediente poetico permette a Virgilio di dipanare sinteticamente la storia di Roma alla luce dei suoi personaggi più rappresentativi: fondatori di città, re e condottieri.
La perorazione finale  apostrofa direttamente il popolo romano, contrapponendolo agli altri:
(Virgilio, Eneide, VI 847-853; trad. di Carlo Carena, Torino, UTET, 1971)

## Contenuto
La locuzione descrive con estrema sintesi il culmine della parabola che in sette secoli aveva trasformato il piccolo nucleo di capanne sui sette colli in capitale di un impero mediterraneo e i motivi della superiorità romana sugli altri popoli.
Vi si scorge contemporaneamente la sintesi dell'ideologia del principato augusteo, instaurato pochi anni prima.

## Fortuna
La locuzione, seguendo la fortuna del testo virgiliano e l'impiego del poema come testo scolastico, divenne molto nota e fu spesso citata come un precetto alla base di tutte le dominazioni antiche e moderne. Essa è a volte citata solo in una delle sue parti.
Una citazione antica si trova già nel Carmen de Iona propheta attribuito a Tertulliano:
(Carmen de Iona, v. 15-18)
Alessandro Manzoni nei Promessi sposi mostra Don Abbondio implorare il Cardinal Federigo Borromeo che gli aveva chiesto di scortare l'Innominato a liberare Lucia:
(Capitolo XXIII)
Durante il periodo fascista, nel contesto della trasformazione urbanistica di Bolzano, la locuzione fu apposta su uno degli edifici costruiti nella seconda metà degli anni Trenta, nella nuova piazza della Vittoria, retrostante il Monumento alla Vittoria di Marcello Piacentini. L'apposizione stava a evocare, all'interno della "Grande Bolzano" agognata dal regime, «la grandezza di Roma e il suo mandato imperiale a governare, che si concretizzavano nuovamente solo in epoca fascista, in una nuova era segnata infatti da un nuovo calendario».